# Sibley's
Sibley, Lindsay & Curr Company, informeel bekend als Sibley's, was een Amerikaanse warenhuisketen gevestigd in Rochester, met uitsluitend winkels in de staat New York. De vlaggenschipwinkel op 228 East Main Street in het centrum van Rochester, was tevens het hoofdkantoor en had een elegante directie-eetkamer op de bovenste verdieping.

## Geschiedenis
Rufus Sibley, Alexander Lindsay en John Curr waren werknemers bij de textielwinkel Hogg, Brown & Taylor in Boston. Omdat ze voor zichzelf wilden beginnen, onderzochten ze mogelijke locaties en kozen voor de groeiende stad Rochester. Hun eerste winkel, door de lokale bevolking vaak 'the Boston-store' genoemd, werd in 1868 geopend. Toen het bedrijf een nieuw 12 verdiepingen tellende vlaggenschipwinkel met een oppervlakte van 9 hectare in Granite Building opende, was dit een van de vijf grootste warenhuizen van het land. 
In 1904 vond een grote brand plaats, bekend als de Silley's-brand, waarbij het Granite Building-gebouw en een groot deel van Rochesters warenhuiswijk werden verwoest. In 1905  verhuisde Sibley's naar zijn definitieve locatie, het Sibley Building-gebouw op de noordoosthoek van East Main Street en Clinton Avenue. In 1939 was Sibley's het grootste warenhuis tussen New York en Chicago.
Toen de voorsteden na de oorlog groeiden, breidde Sibley's in 1955 uit naar de buitengebieden van de steden en opende zijn eerste filiaal in Eastway Plaza in Penfield. De keten zou uiteindelijk uitgroeien tot 15 vestigingen in de regio Rochester en Buffalo. In 1957 werd het bedrijf overgenomen door de Associated Dry Goods Corporation .
In 1962 werkten concurrenten B. Forman Co. en McCurdy's samen om het Midtown Plaza-winkelcentrum te bouwen, recht tegenover de Sibley's-vestiging aan Main Street. Sibley's werd met het nieuwe winkelcentrum verbonden via een overdekte loopbrug op de derde verdieping als onderdeel van het Rochester Skyway-systeem. In 1969 opende Sibley's een vestiging op 400 S. Salina Street in het centrum van Syracuse.
In de jaren 1980 werd Sibley's geleidelijk kleiner. In 1980 werd de gehele vijfde verdieping van de winkel leeggehaald en verhuurd aan General Motors Rochester Products Division, die het als kantoor wilde gebruiken. De bakkerij in de winkel sloot in 1980, gevolgd door de supermarkt in 1981. Het moederbedrijf van Sibley's werd in 1986 overgenomen door May Department Stores en in 1988 waren er nog maar drie verdiepingen van het gebouw open voor het winkelend publiek. De vestiging van Sibley's in het centrum van Buffalo sloot in 1987, gevolgd door de sluiting van de vestiging in Syracuse in 1989. Het management probeerde kostenbesparende maatregelen te nemen, maar dit leidde er alleen maar toe dat de weinige klanten die nog over waren, werden weggejaagd.
De Sibley's-winkel in het centrum van Rochester sloot op 31 januari 1990 en de resterende filialen werden omgedoopt tot Kaufmann's, een ander merk van de May Company. De meeste vestigingen in de voorsteden werden, na eerder omgedoopt te zijn tot Kaufmann's, in 2006 onderdeel van Macy's.